# Moorrege

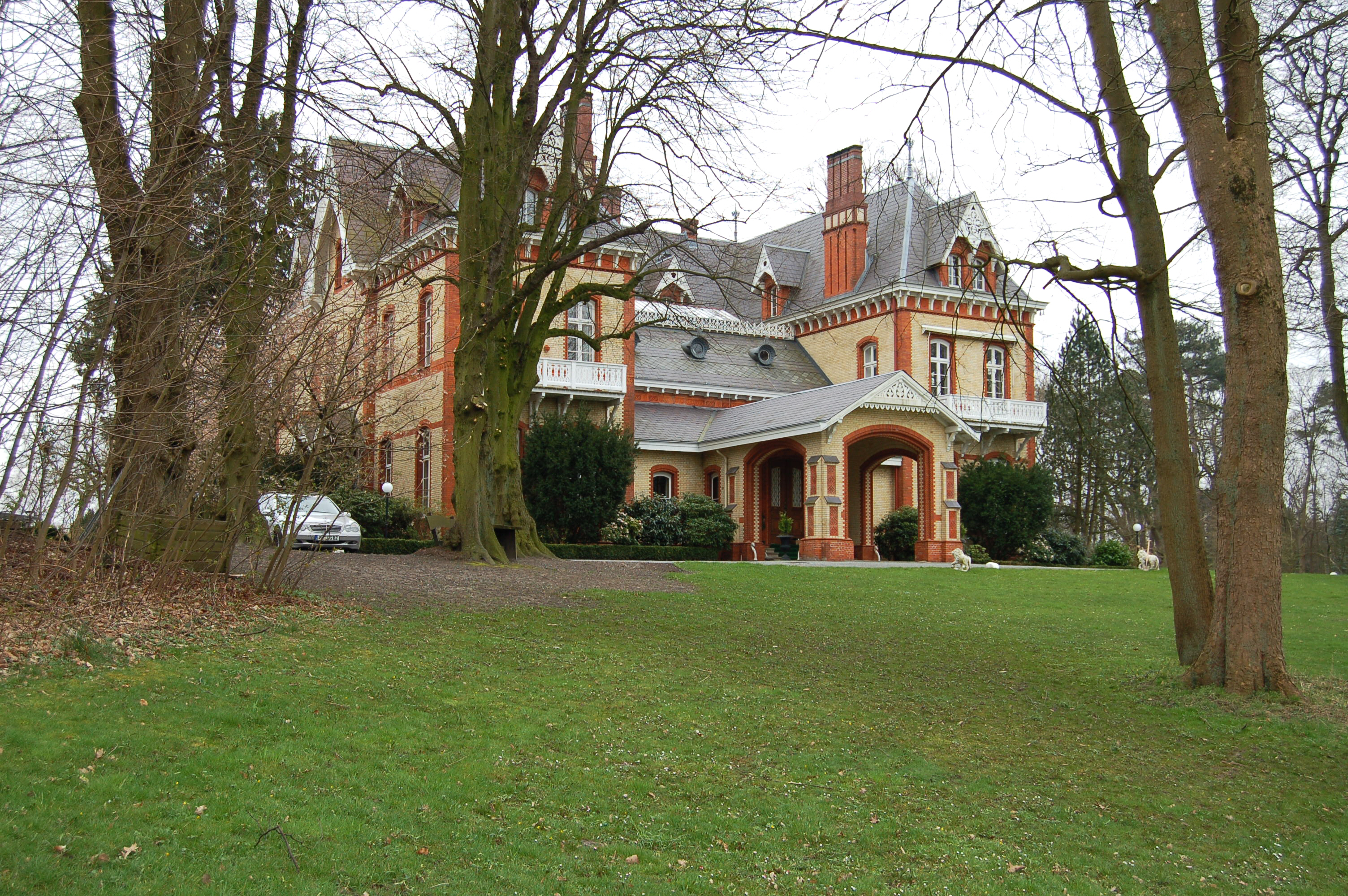
Un castell de 1871 construït de Michael Lienau

El poble de Moorrege està en el districte de Pinneberg en el "Bundesland" Sleswig-Holstein.
Hi ha cinc parts del poble: Bauland, Klevendeich, Heidrege, Moorrege i Oberglinde.
El alcalde es diu Karl-Heinz Weinberg i és del partit polític CDU.
Moorrege té una superfície de 16,05 km² i una població de 4 mil habitants.

## Llocs d'interès
- El castell de Düneck
- La villa de Witt